# Never Seen the Rain
"Never Seen the Rain" is een nummer van de Australische zangeres Tones and I, dat op 16 juli 2019 in Australië werd uitgebracht als de derde single van Tones en I's debuut-EP The Kids Are Coming. In januari 2020 werd de single buiten Australië uitgebracht. In februari behaalde het de gouden status in Nieuw-Zeeland. In België haalde de single net zoals Dance Monkey, een top 10 notering.

## Videoclip
De videoclip werd geproduceerd door Visible Studios, geregisseerd door Nick Kozakis en Liam Kelly, en uitgebracht op 7 augustus 2019.